# Саботер (настільна гра)
Саботер (англ. Saboteur) — кооперативна карткова настільна гра з прихованими ролями на тему видобутку золота, розроблена Фредеріком Мойерсоном і випущена у 2004 році компанією Amigo. У 2014 році вона отримала комплексне доповнення «Saboteur 2», а у 2016 році вийшла окрема гра для двох гравців під назвою «Saboteur — The Due». В Україні локалізована у 2017 році компанією «Ігромаг».

## Ігровий процес
На початку гри гравець стає або «Золотошукачем», або «Саботером» і отримує в руку набір карт — карти шляху та карти дій. Під час гри гравці послідовно грають одну карту з руки і беруть нову карту з колоди.
Золотошукачі повинні прокласти за допомогою карт шляху тунель від входу в рудник до трьох покладів корисних копалин (золото знаходиться лише в одному з них, проте, оскільки карти лежать сорочкою догори, ніхто з гравців не знає, в якому саме). Саботери, своєю чергою, намагаються не допустити гномів до кладів, наприклад, повертаючи або підриваючи тунелі.
Кожен гравець може також зіграти карту дії, яка може завадити або допомогти іншим гравцям (ламаючи або лагодячи їхні інструменти). Таким чином, гравці можуть ускладнювати або полегшувати життя тим, хто, на їхню думку, є Золотошукачем або Саботером.
Після трьох раундів гри, в кінці кожного з яких відбувається розподіл золота, гра завершується і визначається переможець.

## Підготовка до гри
Для підготовки до гри необхідно розмістити карту входу в рудник на одному кінці ігрового поля, а на іншому — на відстані семи карт — три карти корисних копалин долілиць.
Колоду золотих самородків і колоду ігрових карт слід перемішати й покласти поруч з полем.
Відповідно до кількості гравців необхідно сформувати колоду персонажів, карти з якої визначають ролі гравців на цей раунд.

## Завершення раунду
Раунд гри закінчується, якщо прокладений тунель від карти початку до карти золота (і тоді перемагають Золотошукачі), або в разі, коли карти в руках гравців закінчилися, а тунель до золота не прокладений (в цьому випадку перемагають Саботери). Переможці отримують золоті самородки.
Гра складається з трьох раундів, а значить, більшість гравців встигають зіграти обидві ролі. Наприкінці третього раунду перемагає гравець, який зібрав найбільше золотих самородків.

## Доповнення та продовження
У 2011 році вийшов набір доповнення Saboteur 2 для базової гри, а у 2014 році до ювілею гри як промо було випущено міні-розширення Stollengold. Також з'явилося кілька окремих промо-карток, зокрема для щорічного чемпіонату світу. Крім того, були видання різними мовами, у яких Saboteur і Saboteur 2 продавалися разом. До 20-річного ювілею у 2024 році вийшло ювілейне видання, яке включає Saboteur, Saboteur 2, перевидання карток чемпіонату світу, а також нові міні-розширення, опубліковані вперше як ювілейне видання до 20-річчя.
У 2016 році з'явилася гра Saboteur — Das Duell, що є самостійною грою для двох осіб. Вона об'єднує більшість елементів базової гри та розширень Saboteur 2 і Stollengold, додає тролів, ключі та маркери гномів. Гра проходить без участі саботера, з іншим стартовим розташуванням. У 2019 році вийшла настільна гра Saboteur — The Lost Mines, яка базується на картковій грі Saboteur. У 2022 році було випущено ще одну самостійну гру Saboteur — The Dark Cave, яка продовжує сюжет The Lost Mines. У цій грі гноми намагаються прокладати тунелі від шахти до чотирьох крайніх карток, серед яких лише одна веде до виходу.

## Нагороди
- 2007 Major Fun — Переможець.
- 2006 Games 100 — Найкраща сімейна гра, Номінант.
- 2004 Japan Boardgame Prize — Номінант на найкращу іноземну гру для початківців[5]